# Michael Gaydos
Compléments
site officiel : http://www.michaelgaydos.com
Michael Gaydos est un dessinateur de comics américain.

## Biographie
Michael Gaydos est surtout connu pour son travail sur la série Alias scénarisé par Brian Michael Bendis. Il dessine aussi la suite de cette série intitulée The Pulse. Pour Marvel Comics il a aussi dessiné les mini-séries Powerless et Daredevil Redemption. Chez DC Comics il a illustré quelques épisodes de Manhunter. Son nom se retrouve chez quelques éditeurs indépendants comme Virgin Comics où il travaille sur Snake Woman et Fox Atomic (où il réalise un roman graphique ititulé The Nightmare Factory. En 2018, il suit Bendis chez DC pour lancer la nouvelle série Pearl.